# Heimschuh
Heimschuh là một đô thị thuộc huyện Leibnitz trong bang Steiermark, nước Áo. Đô thị Heimschuh có diện tích 18,52 km², dân số cuối năm 2005 là 280 người.